# Yönten Gyatsho
| Tibetische Bezeichnung                                               |
| -------------------------------------------------------------------- |
| Tibetische Schrift: ཡོན་ཏན་རྒྱ་མཚོ                                       |
| Wylie-Transliteration: yon tan rgya mtsho                            |
| Aussprache in IPA: [jø̃tɛ̃ catsʰɔ]                                     |
| Offizielle Transkription der VRCh: Yoindain Gyaco                    |
| THDL-Transkription: Yönten Gyatso                                    |
| Andere Schreibweisen: Yönten Gyatsho, Yonten Gyatsho, Yontan Gyatsho |
| Chinesische Bezeichnung                                              |
| Traditionell: 雲丹嘉措                                               |
| Vereinfacht: 云丹嘉措                                                |
| Pinyin:Yúndān Jiācuò                                                 |

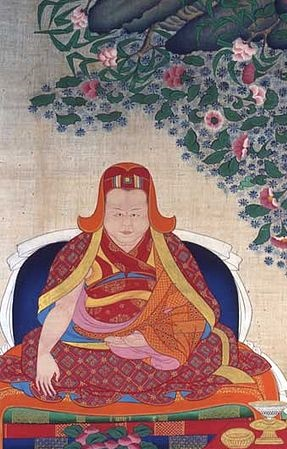
4. Dalai Lama

Yönten Gyatsho (geboren 1589 im Rechten Tumed-Banner, Stadt Baotou, Innere Mongolei, gestorben 1617 im Kloster Drepung, Stadt Lhasa, Tibet) war der vierte Dalai Lama und als Nachkomme aus einem einflussreichen mongolischen Fürstenhaus (sein Urgroßvater war Altan Khan) der einzige Nicht-Tibeter unter den Dalai Lamas.

## Leben
Yönten Gyatsho war der vierte Sohn von Sumir Daiqing.
Zwischen Yönten Gyatsho und Penchen Lama Lobsang Chökyi Gyeltshen in Trashilhünpo begann die Tradition der gegenseitigen religiösen Unterweisung. Das amtierende Oberhaupt der Gelugpa, Ganden Thripa, schlug Yönten Gyatsho vor, sich nach Trashilhünpo zu begeben und sich von dem damals in ganz Tibet bekannten Gelehrten unterweisen zu lassen. Schließlich nahm ihm Penchen Lobsang Chökyi Gyeltshen die Mönchsgelübde ab.